# Quimperlé
Quimperlé (bret. Kemperle) – miejscowość i gmina we Francji, w regionie Bretania, w departamencie Finistère. Nazwa miejscowości pochodzi od kemper, bretońskiego odpowiednika łac. confluentes ("spływ, zlanie się rzek": ken - cum i bera - fluere), pojawiającego się w toponimii bretońskiej w formie kemper, gdzie inicjalne k obecnie jest zastąpione przez grupę qu. Quimperlé to początkowo Kemper-Ellé; znajduje się ono w miejscu, gdzie zbiegają się rzeki Isole i Ellé.
Według danych na rok 1990 gminę zamieszkiwało 10 748 osób, a gęstość zaludnienia wynosiła 339 osób/km² (wśród 1269 gmin Bretanii Quimperlé plasuje się na 25. miejscu pod względem liczby ludności, natomiast pod względem powierzchni na miejscu 252.).